# Csong Dzsongszu
Csong Dzsongszu (hangul: 정종수, handzsa: 鄭鍾洙, RR: Chung Jong-soo; 1961. március 27. –) dél-koreai válogatott labdarúgó, edző.

## Pályafutása

### Klubcsapatban
1984 és 1989 között a Jukong Elephants csapatában játszott, melynek tagjaként 1989-ben megnyerte a dél-koreai bajnokságot. 1990 és 1995 között az Ulszan Hyundai játékosa volt.

### A válogatottban
1982 és 1992 között 36 alkalommal játszott a dél-koreai válogatottban és 3 gólt szerzett. Részt vett az 1984-es Ázsia-kupán és az 1986-os világbajnokságon, ahol az Olaszország elleni csoportmérkőzésen csereként lépett pályára. Argentína és Bulgária ellen nem kapott lehetőséget. Az 1990-es világbajnokságon Spanyolország ellen csereként, Uruguay ellen pedig kezdőként lépett pályára. Belgium ellen nem játszott.

### Edzőként
1996 és 2000 között az Ulszan Hyundainál tartalékcsapatát edzette. 2001 és 2006 között a felnőttcsapat vezetőedzője volt.

## Sikerei, díjai
Juhong Elephants
- Dél-koreai bajnok (1): 1989

Dél-Korea
- Ázsia-játékok aranyérmes (1): 1986
- Ázsia-játékok bronzérmes (1): 1990